# Овчарово (област Търговище)
Вижте пояснителната страница за други значения на Овчарово.
Овчарово е село в Североизточна България. То се намира в община Търговище, област Търговище. Заселено е предимно с етнически турци, част от които, по време на Възродителния процес, се изселват в Турция през 1989 год.

## География
Селото се намира на 13 km от гр. Търговище.

## История
Землището на селото е от особен археологически интерес. Тук са открити свидетелства за непрекъснато населяване на района още от дълбока древност. В района са открити пет селища, чиято материална култура се класифицира в обособен раздел.
Първото разкрито селище е от периода на ранния неолит. Наречено е „Земника 1“ и е с площ от 10 дка, разположено на 1 км южно от селото, в източната част на платото Земника, на левия бряг на река Чобан дере. 
Второто селище е също от ранния неолит – „Земника 2“, на 1 км южно от селото, над чешмата на десния бряг на река Чобан дере, в съседство със селището „Земника 1“. 
Трето селище от ранния неолит и прехода към бронзовата епоха, „Овчарово–платото“, се намира се на 2,5 км югозападно от селото, на северния склон на плато, в местност Папазтърлъсъ, югоизточно от стената на язовир Овчарово. 
Археологически разкопки през 1976 на Илка Ангелова разкриват четвъртото селище от неолита в района, наречено „Овчарово-гората“. То е с четири жилищни хоризонта и е разположено на 3,5 км северозападно от селото, на брега на река Отекидере. 
Последното разкрито древно поселение в близост до Овчарово е селищна могила, населявана през ранния, средния и късния халколит, разположена на 3 км западно от селото в долината на река Ахмед чаирдере. Съставена е от 13 жилищни хоризонта с дебелина на културния пласт 4,50 м. Западно от селището се намира неговият некропол. Археологически разкопки са направени от Хенриета Тодорова.
Край селото са открити останки от трикорабна базилика от V век с необичайни за региона архитектурни елементи, свързвани с тогавашния стил в Близкия Изток.

## Население
Численост на населението според преброяванията през годините:
| \| Година на преброяване \| Численост \| \| --------------------- \| --------- \| \| 1934 \| 1024 \| \| 1946 \| 1098 \| \| 1956 \| 1112 \| \| 1965 \| 985 \| \| 1975 \| 1080 \| \| 1985 \| 1036 \| \| 1992 \| 958 \| \| 2001 \| 787 \| \| 2011 \| 573 \| \| 2021 \| 505 \| |           |
| Година на преброяване | Численост |
| 1934 | 1024      |
| 1946 | 1098      |
| 1956 | 1112      |
| 1965 | 985       |
| 1975 | 1080      |
| 1985 | 1036      |
| 1992 | 958       |
| 2001 | 787       |
| 2011 | 573       |
| 2021 | 505       |

### Етнически състав
Преброяване на населението през 2011 г.
Численост и дял на етническите групи според преброяването на населението през 2011 г.:
|                     | Численост | Дял (в %) |
| Общо                | 573       | 100.00    |
| Българи             | 5         | 0.87      |
| Турци               | 567       | 98.95     |
| Цигани              | 0         | 0.00      |
| Други               |           |           |
| Не се самоопределят |           |           |
| Неотговорили        | 0         | 0.00      |

## Забележителности
Има добре поддържана джамия в центъра на селото и чешма до нея с арабски мотиви.
Късноантична и средновековна крепост „Калето“ се намира на 1.8 km западно от село Овчарово. Разположена в западната част на хълма, който се издига южно от язовира над река Отекидере. Крепостния зид е разрушен до основи, но трасето му на места се очертава под насип. Изграден е бил от ломени камъни и бял хоросан. Върху терена няма културни останки, тъй като цялата площ е покрита от храсти и дървета.

## Други
В селото има модерна винена изба с хотелска част, ресторант и дегустиционна зала – Chateu des Berges.